# 旭化成酸素
 旭化成酸素 株式会社 （あさひかせいさんそ、英文社名：Asahi Kasei Sanso Co.,Ltd.）は、岡山県岡山市に本社を置く産業用ガスの製造・販売を行う会社。

## 概要
事業の約70%は、酸素・窒素・アルゴン・炭酸ガスなどの産業用ガスの製造販売である。供給先は、鉄鋼・自動車・半導体・機械・食品など多岐にわたる。

## 販売先
- 東京製鐵
- 三菱自動車工業
- フェニテックセミコンダクター

## 関連会社
- 小原ガスセンター
- ゼネラルガスセンター